# ELETTRA
O Síncrotron Elettra de Trieste é um centro internacional de pesquisa em luz síncrotron localizado em Basovizza, nos arredores de Trieste, Itália. 
Elettra possui um anel de armazenamento de terceira geração (2 e 2,4 GeV) em operação desde Outubro de 1993. 
O Elettra é especializado em gerar luz síncrotron e laser de elétrons livres de alta qualidade e aplicá-la na ciência dos materiais. Sua missão é promover o crescimento cultural, social e econômico por meio de: 
- Pesquisa básica e aplicada;
- Treinamento técnico e científico;
- Transferência de tecnologia e know-how.

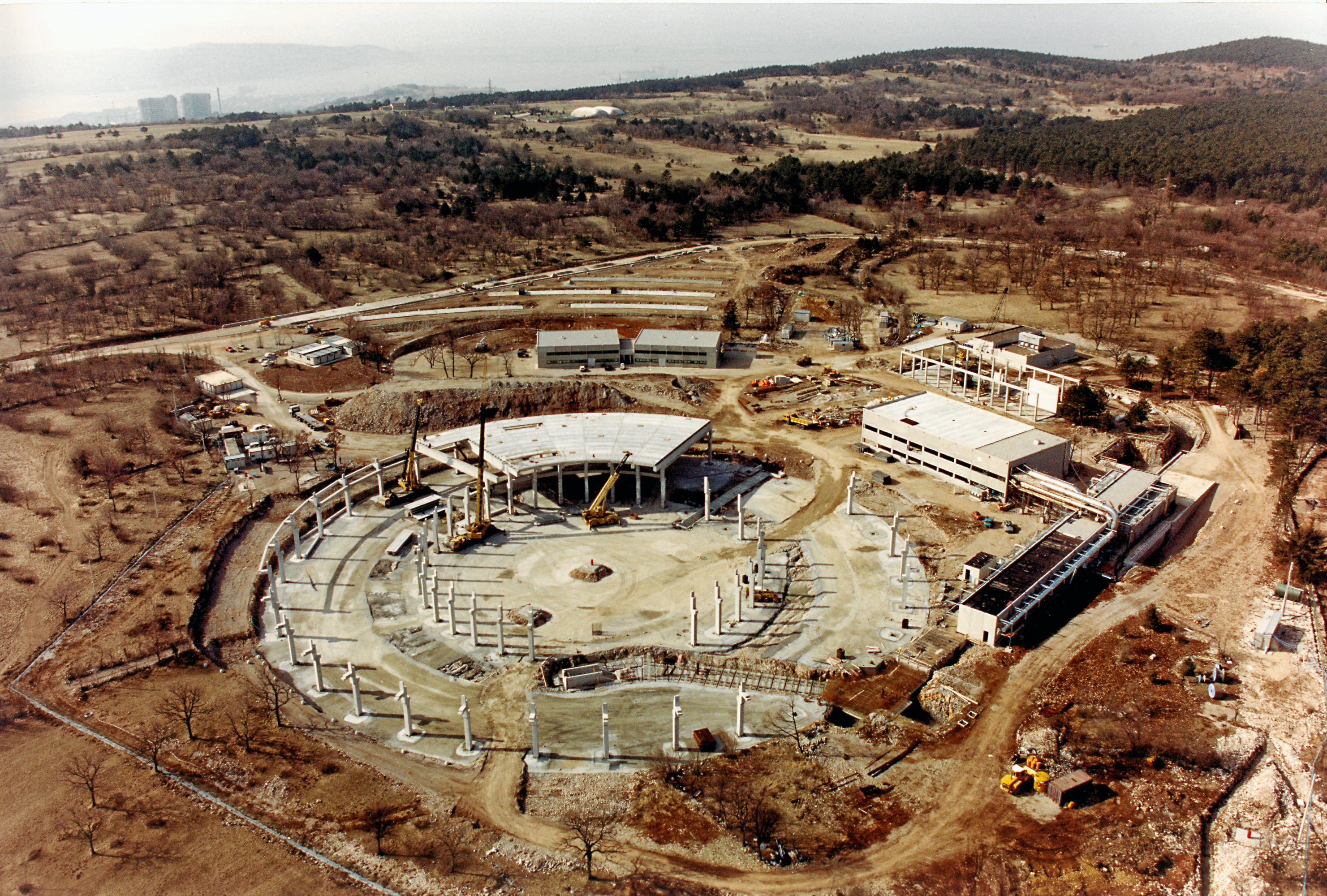
Campo de construção do acelerador.
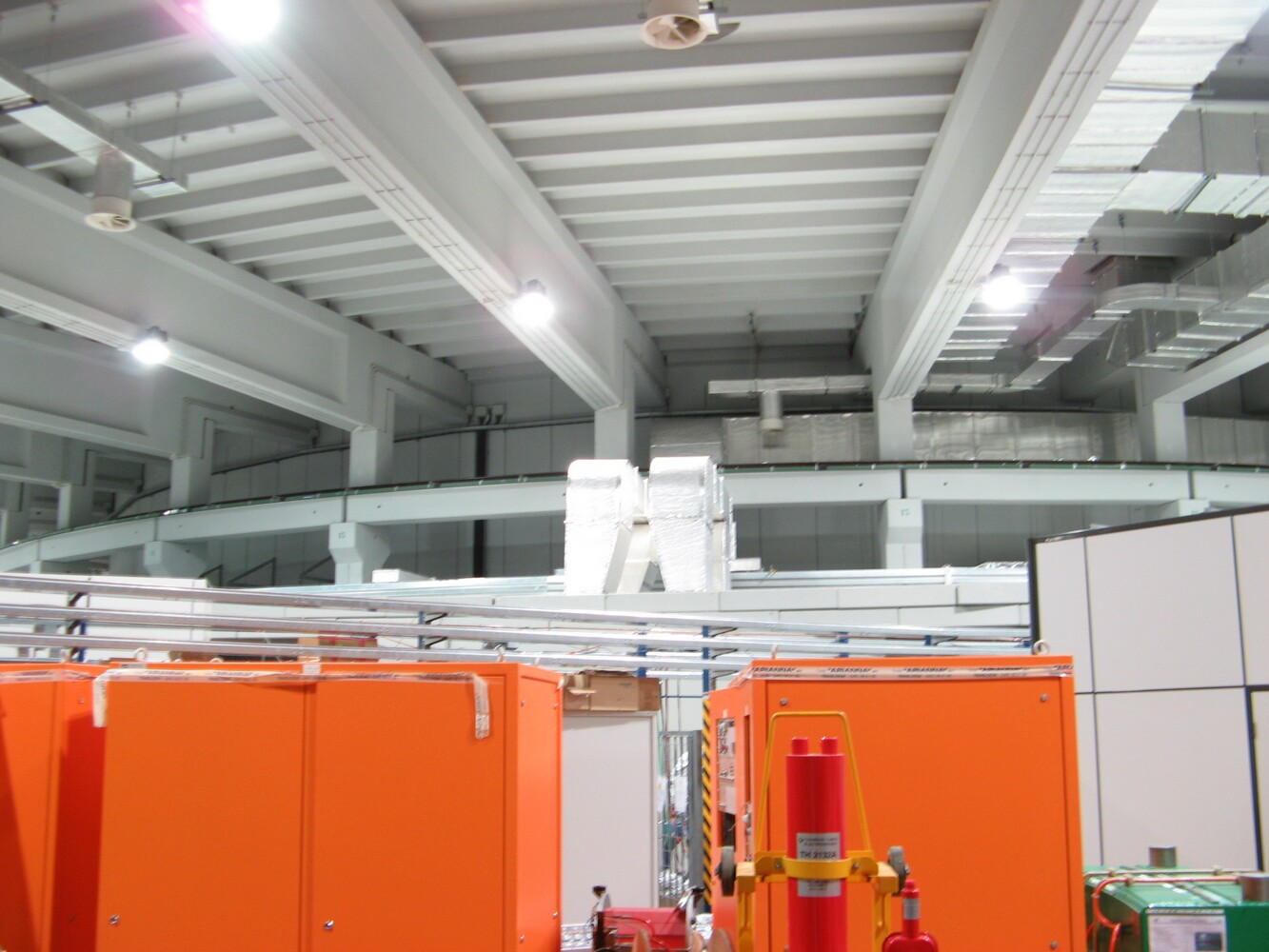
Vista interior

A instalação, disponível para uso pelas comunidades científicas italianas e internacionais, abriga várias fontes de luz ultravioleta, que usam as fontes de luz síncrotron e laser de elétron livre (FEL) para produzir luz de amplo espectro que varia de ultravioleta a raios-X . O brilho espectral disponível na maioria das linhas de luz é de até 10 19 fótons / s / mm 2 / mrad 2 /0.1%bw e o brilho máximo das fontes FEL está prevista para ir até 10 30 fótons / s / mm 2/2 mrad /0.1%bw.  
O centro também abriga o Projeto FEL do Anel de Armazenamento Europeu (EUFELE). 
Em 2016, foram inauguradas duas linhas de luz (XRD2 e XPRESS) com co-financiamento do governo da Índia. 